# Hieracium filiforme
Hieracium filiforme es una especie de planta con flor del género Hieracium, de la familia Asteraceae, orden Asterales.

## Distribución
Hieracium filiforme se distribuye por Noruega.

## Taxonomía
Fue descrita científicamente por Lindeb.
Tratamiento taxonómico
La especie aparece registrada y publicada en C.J.Hartman, Handb. Skand. Fl.